# Норамбуэна, Алексис
Алексис Патрисио Норамбуэна Рус (исп. Alexis Patricio Norambuena Ruz; 31 марта 1984, Сантьяго, Чили) — чилийский и палестинский футболист, защитник. Выступал за сборную Палестины.

## Клубная карьера
В 2003 году дебютировал на профессиональном уровне за чилийскую команду «Унион Эспаньола». В 2005 году Норамбуэна вместе с командой стал победителем розыгрыша чемпионата Чили (Клаусуры). Всего за клуб он провёл 112 матчей и забил 1 гол. Летом 2007 года перешёл в другой чилийский клуб, «Ньюбленсе» в составе которого провёл полгода и сыграл в 6 играх.
В феврале 2008 года подписал контракт с польской «Ягеллонией», руководство команды заплатило за Алексиса 30 тысяч евро. В новой команде чилиец взял себе 17 номер. В составе «Ягеллонии» в чемпионате Польши дебютировал 29 марта 2008 года в домашнем матче против «Белхатува». Норамбуэна отыграл весь поединок, однако его команда уступила (0:1). В «Ягеллонии» Алексис стал игроком основного состава. Вместе с командой он дошёл до финала Кубка Польши 2009/10, «Ягеллония» обыграла с минимальным счётом щецинскую «Погонь» (1:0). Победа в Кубке позволила клубу сыграть в Суперкубке Польши и третьем квалификационном раунде Лиги Европы. В игре за Суперкубок команда одержала победу над познанским «Лехом» (1:0). Однако в еврокубках «Ягеллонии» не удалось добиться успеха, в двухматчевом противостоянии поляки уступили греческому «Арису» (3:4). Норамбуэна принял участие в обеих играх.
В сезоне 2010/11 «Ягеллония» заняла четвёртое место в чемпионате и получила право сыграть в первом квалификационном раунде Лиги Европы, где поляки уступили по сумме двух матчей казахстанскому «Иртышу». В январе 2014 года истёк его контракт с клубом и Норамбуэна покинул ей состав. Алексис Норамбуэна провёл в чемпионате Польши 146 матчей и забил 4 гола, как иностранец является рекордсменом клуба по проведённым играм в чемпионате.
10 февраля 2014 года в статусе свободного агента подписал контракт с клубом «Белхатув», который выступал в Первой лиге Польши. В новой команде дебютировал 23 марта 2014 года в выездном матче против «Катовице» (2:2). По итогам сезона 2013/14 «Белхатув» стал победителем Первой лиги и вышел в Экстраклассу. В элите польского футбола команде закрепится не удалось, по итогам сезона 2014/15 «Белхатув» занял 16 место и вылетел обратно в Первую лигу. Норамбуэна не являлся в этом сезоне основным игроком из-за травмы. 30 июня 2015 года его контракт с клубом истёк. Всего за «Белхатув» он провёл 19 матчей.
Летом 2015 года был на просмотре в сосновецком «Заглембе».

## Карьера в сборной
В 2012 году начал выступать за сборную Палестины. Дебют за ближневосточную команду пришёлся на товарищеский матч 18 июня 2012 года против Йемена, который завершился победой Палестины (2:1). Летом 2012 года принял участие в Кубке арабских наций, который проходил в Саудовской Аравии. В своей группе палестинцы заняли последнее третье место. Норамбуэна сыграл в двух матчах турнира. В декабре 2012 года вместе с командой участвовал в чемпионате Федерации футбола Западной Азии, Палестина заняла предпоследнее третье место в группе. Норамбуэна также сыграл в двух играх.
В январе 2015 года главный тренер команды Саеб Джендейя вызвал Алексиса на дебютный для Палестины Кубок Азии, который проходил в Австралии. На турнире команда заняла последнее четвёртое место в своей группе, а Норамбуэна не сыграл ни одного матча.

## Достижения
«Унион Эспаньола»
- Чемпион Чили (1): Ап. 2005

«Ягеллония»
- Обладатель Кубка Польши (1): 2009/10
- Обладатель Суперкубка Польши (1): 2010

«Белхатув»
- Победитель Первой лиги Польши (1): 2013/14